# Dumitru Alexe
Dumitru Alexe (ur. 21 marca 1935 w Mahmudii, zm. 17 maja 1971) – rumuński kajakarz, kanadyjkarz. Złoty medalista olimpijski z Melbourne.

## Kariera sportowa
Zdobył złoty medal w wyścigu kanadyjek dwójek (C-2) na igrzyskach olimpijskich w 1956 w Melbourne. Jego partnerem był Simion Ismailciuc. Osada rumuńska wyprzedziła Pawła Charina i Gracyana Botiewa ze Związku Radzieckiego oraz Károlya Wielanda i Ferenca Mohácsiego z Węgier. W wyścigu C-2 na 10 000 metrów Alexe i Ismailciuc zajęli 5. miejsce. Zdobył (wraz z Ismailciucem) złoty medal w wyścigu C-2 na 10 000 metrów i srebrny medal w C-2 na 1000 metrów na mistrzostwach Europy w 1957 w Gandawie.
Zwyciężył w parze z Ismailciucem wyścigu C-2 na 1000 metrów na mistrzostwach świata w 1958 w Pradze. Zdobył brązowy medal w tej konkurencji na mistrzostwach Europy w 1959 w Duisburgu (partnerował mu Alexe Iacovici). W parze z Igorem Lipalitem zajął 4. miejsce w konkurencji C-2 na 1000 metrów na igrzyskach olimpijskich w 1960 w Rzymie i 7. miejsce na tym dystansie na mistrzostwach świata w 1963 w Jajcach.